# Confrérie nationale monarchique d'Espagne
 (mars 2023).
Si vous disposez d'ouvrages ou d'articles de référence ou si vous connaissez des sites web de qualité traitant du thème abordé ici, merci de compléter l'article en donnant les références utiles à sa vérifiabilité et en les liant à la section « Notes et références ».
 (mars 2023).
Le contenu est difficilement compréhensible vu les erreurs de traduction, qui sont peut-être dues à l'utilisation d'un logiciel de traduction automatique.

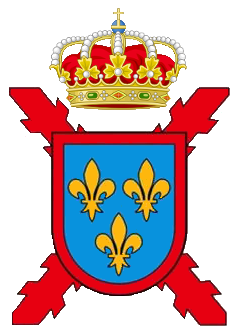
Confrérie Nationale Monarchique d’Espagne

La Confrérie nationale monarchique d’Espagne (en espagnol : Hermandad Nacional Monárquica de España) est une association à but non lucratif défenseur de la Constitution espagnole et de la monarchie parlementaire, dont l’objet est de soutenir l’institution monarchique et les valeurs qui en émanent au bénéfice de l’Espagne et des Espagnols.

## Histoire
L’association a son origine dans la Confrérie nationale monarchique du Maestrazgo, fondée le 21 octobre 1961 par Ramon Forcadell y Prats en tant qu’institution civile et culturelle, bien qu’en réalité celle-ci fut créée dans les années 40 du XXe siècle avec la ferme intention de restaurer la monarchie au décès du Général Franco, formant ainsi, depuis cette époque, le Conseil Constituant qui a poursuivi son projet monarchique, bien que ce ne soit qu’un an plus tard, le 21 octobre 1962, que cette association sera présentée à la société espagnole.
En 1970, son importance s’accroît et le ministère de l’Information et du Tourisme autorise la Confrérie Nationale Monarchique à prendre le caractère national. Immédiatement une commission permanente fut désignée et les préparatifs pour la constitution des conseils provinciaux de Malaga, Valence, Barcelone, Navarre, Asturies et des Îles Canaries commencèrent.
Le 26 janvier 2012 à Grenade, le docteur Don Francisco Rodriguez Aguado, Président Délégué Régional de l’Andalousie, Ceuta et Melilla, a été élu Président du Conseil National. Lors de l’assemblée générale extraordinaire du 1er décembre à Madrid, il a également été élu à l’unanimité nouveau Président du Conseil National. L’Assemblée a détaillé les vingt-et-un points de l’ordre du jour qui ont tous été approuvés à l’unanimité. Le premier d’entre eux concernait le changement de nom de la confrérie qui devint la Confrérie nationale monarchique d'Espagne avec l’élargissement des catégories de membres afin que tout monarchiste puisse adhérer car, jusque-là, seul le titre de Grand-Croix existait et par conséquent l’admission était réservée à peu de personnes. Ainsi, fut approuvée à l’unanimité la proposition de créer les nouvelles catégories officielles suivantes : chevalier et dame, commandeur et dame Commandeur, en plus de celle de Grand-croix existante réservée seulement pour les personnalités.

## Structure et expansion
La Confrérie nationale monarchique d'Espagne possède des délégations en France, en Italie, en Andorre, en Suisse, au Paraguay, au Mexique, en Colombie, au Brésil et à Porto-Rico. Toutes ces Délégations sont coordonnées par le Secrétariat des Relations Internationales, chargé du bon fonctionnement de la Confrérie dans tous ces pays.
Toute personne peut adhérer à la Confrérie Nationale Monarchique d’Espagne, quelle que soit sa condition sociale, son engagement politique tant qu’elle défend la Constitution Espagnole, la Monarchie Parlementaire et le Monarque qui l’incarne.

## Organigramme
La confrérie est dirigée par un Conseil National composé d’un Président, de deux vice-Présidents, et d’un Secrétaire Général duquel dépendent quatre autres secrétariats ; des Relations avec les Ordres Nobiliaires, les organismes et corporations officiels ; des relations internationales et, enfin, de la communication et presse. Les présidents des différentes délégations régionales de la confrérie sont également membres du conseil national en tant que membres votant.

## Liens
Bien que fondée en 1961 mais présentée officiellement en 1962, la confrérie n’a été enregistrée selon la nouvelle Loi des Associations que le 22 mars 1978, conformant ainsi ses Statuts avec cette législation, lesquels ont été approuvés le 22 mars 1978 par le Ministère de l’Intérieur sous le numéro 21.546.
La Confrérie nationale monarchique d'Espagne est intégrée dans le système des organisations de la société civile (ICSO DB) inscrite dans la base de données de la société civile DESA (département de l'économie et des affaires sociales) de l’ONU depuis juin 2015.

## Moyens de diffusion
La confrérie dispose d’un magazine numérique El Monarquico (Le Monarchiste) par lequel les différents événements et activités de la confrérie sont diffusés.